# BAS PLUS
A betűszó jelentése: Break Assist plus
Ezt a biztonsági rendszert a Daimler Chrysler vezette be. 
A rendszer lényege: Az új CL és S osztályú Mercedesekben található meg a fék asszisztens plus, mely segít megelőzni a ráfutásos baleseteket, illetve figyelmezteti a vezetőt a nem várt helyzetek felismerésére. Az úton haladva a beépített radar technológiás érzékelők figyelik az előttünk haladó járműveket. Ha az előttünk haladó jármű fékez, de mi ezt nem vesszük észre, és a gép érzékeli, hogy előre láthatólag nem fogunk reagálni, akkor egy hangjelzéssel és egy villogó lámpa kigyulladásával figyelmeztet minket a veszélyre. Erre a jelzésre fékezéssel kell reagálni. Az asszisztens még a figyelmeztetés előtt kiszámolja a szükséges fékerő nagyságát, majd ha lábunkat a fékpedálra helyezzük, a gép azonnal reagál, és mindig a megfelelő mértékben segít rá a fékezésnél. Vagyis ha a maximális erőt kellene kifejteni, de mi csak éppen hozzáérünk a fékpedálhoz, az autó akkor is az éppen szükséges, vagyis a maximális erőt fejti ki.Németországban végzett szimulátoros kísérletek alapján kiderült, hogy az új rendszer segítségével 90%-kal csökkenthetőek a ráfutásos balesetek
Ha a figyelmeztetés ellenére nem lépünk a fékre, akkor a PRO-SAFE rendszer lép működésbe!